# NGC 1524
NGC 1524 (= NGC 1516A) è una lontana galassia a spirale intermedia (barrata?) situata nella costellazione dell'Eridano, a una distanza di circa 474 milioni di anni luce dalla nostra Via Lattea.

## Scoperta
La galassia è stata scoperta il 31 dicembre 1885 dall'astronomo statunitense Ormond Stone.
NGC 1524 è una delle due galassie che compongono NGC 1516, originariamente scoperta il 30 gennaio 1786 dall'astronomo britannico di origine tedesca William Herschel, che tuttavia con la strumentazione a sua disposizione aveva visto un solo oggetto che venne registrato nel New General Catalogue come NGC 1516. Le osservazioni compiute quasi un secolo più tardi da Ormond Stone mostrarono che si trattava in realtà di due galassie, ma la posizione fu indicata in modo impreciso per cui le due galassie vennero inserite nel New General Catalogue come due oggetti nuovi e registrati con i codici NGC 1524 e NGC 1525.

## Descrizione
Nella galassia sono presenti regioni di idrogeno ionizzato.
Data la sua luminosità superficiale pari a 14,85, NGC 1524 può essere classificata come una galassia a bassa luminosità superficiale (nella letteratura in lingua inglese abbreviata in LSB, acronimo di Low Surface Brightness). Le galassie LSB sono galassie di tipo diffuso (D) con una luminosità superficiale inferiore di almeno una magnitudine a quella del cielo notturno circostante.

## Supernova
Il 27 settembre 2014, all'interno di NGC 1524 è stata scoperta la supernova SN 2014dm dall'astronomo giapponese Koichi Itagaki. La supernova è stata classificata di tipo Ia.